# باشگاه فوتبال هما
هما تهران یکی از باشگاه‌های فوتبال ایران است که زمانی به هواپیمایی ملی ایران تعلق داشت.

## تاریخچه
باشگاه هما تهران در سال ۱۳۴۱ تأسیس شد. بنای اصلی این تیم را پرویز دهداری با تشکیل تیم فوتبال «گارد» شکل داد.
این تیم اولین قهرمان فوتبال تهران بعد از پیروزی انقلاب اسلامی است. سال ۱۳۵۲ به نمایندگی از ایران در جام ریاست جمهوری کره حضور پیدا کرد و در دیدار افتتاحیه این بازی‌ها تیم ملی کره جنوبی را شکست داد و سرانجام به مقام سومی رسید.
تیم هما در دومین دوره جام تخت جمشید در سال ۱۳۵۳ تحت رهبری فریدون عسگرزاده سوم و در سومین دوره این جام در سال ۱۳۵۴ نایب قهرمان شد. هما در سال ۱۳۵۶ توانست به نایب قهرمانی جام حذفی کشور برسد. این تیم در سال 1360 توانست به مقام قهرمانی باشگاه‌های تهران دست یابد.
در سال ۱۳۸۸ این تیم به جوانرود در استان کرمانشاه منتقل شد.
تیم فوتبال هما که عنوان تیم ریشه دار و با امکانات بنا شده به دستور محمود احمدی نژاد به جوانرود منتقل شد(به دلیل رابطه دوستی چندین سالهٔ آقای بهبهانی نماینده جوانرود با احمدی نژاد) و اینگونه تیم هما منحل گردید.

## بازیکنان سرشناس
- احمد سنجری
- آرمین آذرگون
- حبیب خبیری
- مهدی عسگرخانی
- محمد چگینی
- حمید علیدوستی
- هادی نراقی
- ناصر نورایی
- علیرضا خورشیدی
- حسن نایب آقا
- مجید صالح
- محمد تقوی
- احمد سجادی
- بهزاد غلامپور
- جلال بشرزاد
- احمدرضا منصوری
- حسین کاظمی
- سهام‌الدین میرفخرایی
- ایمان رزاقی راد
- حسین فداکار
- امان اله نقدی
- نعیم صفری
- جواد رمزی
- دکتر مهدی خبیری
- سیدسجاد صادقی
- محمد توانائی
- حبیب علیزاده
- محمد جهانی
- اکبر ادیبی
- غلام کیانپور
- محمدرضا قربانی
- حمیدرضا فتحی
- محمد نیک سیرت
- جهانبخش جعفری
- شاهین صدر
- حسین سلطانی
- محمد نوری
- جواد یادگاری
- مرتضی مولائیان
- رضا نورالهی
- علی سلمانی
- پایان رأفت
- ابراهیم فارسی
- امین راستی
- حسین کاظمی
- محمدچگینی
- ایمان رزاقی راد
- فرهاد ربیع خواه
- جواد نکونام
- حمید رضا محمدی
- مرتضی کاشی
- محمد قاضی
- حمید رضا رجبی
- افشین زینالی